# Воля-Мілковська
Воля-Мілковська (пол. Wola Miłkowska) — село в Польщі, у гміні Варта Серадзького повіту Лодзинського воєводства.
Населення — 150 осіб (2011).

## Демографія
Демографічна структура станом на 31 березня 2011 року:
|          | Загалом | Допрацездатний вік | Працездатний вік | Постпрацездатний вік |
| -------- | ------- | ------------------ | ---------------- | -------------------- |
| Чоловіки | 75      | 15                 | 46               | 14                   |
| Жінки    | 75      | 11                 | 39               | 25                   |
| Разом    | 150     | 26                 | 85               | 39                   |